# Francisco Beltrame
Francisco Santiago Beltrame Echeverría (Montevideo, 1952), es un arquitecto y político uruguayo.

## Biografía
Egresa de la Facultad de Arquitectura (UdelaR) con el título de Arquitecto.
Desempeñó funciones en el Centro Cooperativista Uruguayo (CCU)
Realizó numerosas asesorías y direcciones de obras, vinculadas a fondos sociales de vivienda y cooperativas. Integra la Comisión Directiva de la Sociedad de Arquitectos del Uruguay. Entre 2005 y 2010 fue asesor de la Dirección Nacional de Vivienda (DINAVI–MVOTMA). Además fue director de Vivienda Rural del MVOTMA y presidente de la Comisión Honoraria Pro Erradicación de la Vivienda Rural Insalubre (MEVIR).
En política, milita en el Frente Amplio, integrándose al Movimiento de Participación Popular.
Desde junio de 2012 hasta el mes de febrero de 2015, desempeñó funciones como Ministro de Vivienda, Ordenamiento Territorial y Medio Ambiente de Uruguay, en reemplazo de la renunciante Graciela Muslera.
Fue Presidente de la Agencia Nacional de Vivienda desde abril de 2015 hasta marzo de 2020.